# Emmitt Smith
Pour les articles homonymes, voir Smith.
College Football Hall of Fame 2006
Pro Football Hall of Fame 2010
(en) Statistiques sur pro-football-reference
Emmitt James Smith III, né le 15 mai 1969 à Pensacola (Floride), est un joueur américain de football américain ayant évolué au poste de running back. Il a joué 15 saisons dans la National Football League (NFL), principalement avec les Cowboys de Dallas. Il est considéré par la plupart des spécialistes comme l'un des meilleurs joueurs à sa position de l'histoire de la NFL.
Il a joué dans les rangs universitaires avec les Gators de l'université de Floride et a été sélectionné au premier tour par les Cowboys de Dallas lors de la draft 1990 de la NFL. Il devient la pierre angulaire de cette équipe, aidant Dallas à remporter trois titres du Super Bowl au début des années 1990. Il a formé la « triplette » de Dallas avec quarterback Troy Aikman et le wide receiver Michael Irvin.
Il est le meneur actuel dans toute l'histoire de la NFL pour le nombre de yards gagnés au sol, le seul joueur à avoir couru pour plus de 18 000 yards (plus de 16 km) avec le ballon.

## Biographie

### Carrière universitaire
Il a joué dans les rangs universitaires avec les Gators de l'université de Floride

### Carrière professionnelle
Il est sélectionné par les Cowboys de Dallas en 17e position lors du premier tour de la draft 1990 de la NFL.
Il manque les matchs de pré-saison en raison d'une dispute contractuelle, mais il parvient à une entente de 4 ans avec l'équipe peu avant le premier match du calendrier régulier. Sa première saison professionnelle est réussie avec 937 yards à la course et 11 touchdowns marqués la course. Il obtient une sélection au Pro Bowl en fin de saison et est désigné débutant offensif de l'année dans la NFL.
Il continue de bien performer durant la saison 1991 en étant le meilleur coureur de la ligue avec 1 563 yards à la course en plus de marquer un total de 12 touchdowns. Avec l'émergence du quarterback Troy Aikman et du wide receiver Michael Irvin, les trois joueurs forment la « triplette » de Dallas. Il aide les Cowboys à atteindre la phase éliminatoire pour la première fois depuis 1985.
En 1992, Smith est le meilleur coureur de la NFL pour une deuxième année consécutive avec 1 713 yards et ses contributions font des Cowboys une des meilleures équipes de la ligue. Avec une fiche de 13 victoires et 3 défaites, l'équipe réussit à se qualifier pour le Super Bowl. Smith aide les Cowboys à remporter le Super Bowl XXVII face aux Bills de Buffalo. La saison suivante, Smith mène la NFL pour la troisième saison consécutive au niveau des yards à la course et remporte le titre de meilleur joueur de la ligue. Smith et les Cowboys remportent le Super Bowl pour une deuxième année consécutive, l'édition XXVIII, une nouvelle fois contre les Bills de Buffalo. Avec une performance de 132 yards à la course et deux touchdowns marqués, il est désigné meilleur joueur du Super Bowl.
Au terme de la saison 1995, il remporte avec les Cowboys un troisième titre du Super Bowl en quatre ans après avoir vaincu les Steelers de Pittsburgh lors du Super Bowl XXX.
Le 27 octobre 2002 contre les Seahawks de Seattle, il bat le record détenu par Walter Payton du plus grand nombre de yards gagnées à la course dans la NFL.
Le 27 février 2003, Smith demande au propriétaire des Cowboys, Jerry Jones, de le libérer, lui donnant ainsi une marge de manœuvre complète sur le marché des joueurs autonomes. Presque un mois après, le 26 mars 2003, il paraphe une entente de deux ans avec les Cardinals de l'Arizona.
Le 3 février 2005, au cours d'une conférence de presse tenue à Jacksonville, Smith annonce sa retraite sportive, mettant ainsi fin à une carrière de joueur de quinze saisons dans la NFL.

### Vie privée
Il a participé à la troisième édition de l'émission américaine Dancing with the Stars avec comme partenaire, Cheryl Burke (en) avec qui il remportera la compétition.
Il joue son propre rôle en 2007 dans l'épisode 14 de la saison 2 de la série How I Met Your Mother.
En 2012, il fait partie de nouveau du casting de Dancing with the Stars au côté de candidat all stars, dont 5 autres champions de l'émission ou encore Pamela Anderson.

## Statistiques
Emmitt Smith est le meilleur coureur de l'histoire de la NFL avec 18 355 yards gagnées à la course. Il est également le joueur ayant marqué le plus de touchdowns à la course dans l'histoire de la NFL au nombre de 164.
| Année              | Équipe                 | MJ                 |       | Courses | Courses | Courses | Courses |       | Passes réceptionnées | Passes réceptionnées | Passes réceptionnées | Passes réceptionnées |  | Fumbles | Fumbles |
| Année              | Équipe                 | MJ                 | Nb.   | Yards   | Moy.    | TD      | Nb.     | Yards | Moy.                 | TD                   | Nb.                  | Perdus               |  |         |         |
| 1990               | Cowboys de Dallas      | 16                 | 241   | 937     | 3,9     | 11      | 24      | 228   | 9,5                  | 0                    | 0                    | 0                    |  |         |         |
| 1991               | Cowboys de Dallas      | 16                 | 365   | 1 563   | 4,3     | 12      | 49      | 258   | 5,3                  | 1                    | 8                    | 0                    |  |         |         |
| 1992               | Cowboys de Dallas      | 16                 | 373   | 1 713   | 4,6     | 18      | 59      | 335   | 5,7                  | 1                    | 4                    | 2                    |  |         |         |
| 1993               | Cowboys de Dallas      | 14                 | 283   | 1 486   | 5,3     | 9       | 57      | 414   | 7,3                  | 1                    | 4                    | 1                    |  |         |         |
| 1994               | Cowboys de Dallas      | 15                 | 368   | 1 484   | 4       | 21      | 50      | 341   | 6,8                  | 1                    | 1                    | 0                    |  |         |         |
| 1995               | Cowboys de Dallas      | 16                 | 377   | 1 773   | 4,7     | 25      | 62      | 375   | 6                    | 0                    | 7                    | 6                    |  |         |         |
| 1996               | Cowboys de Dallas      | 15                 | 327   | 1 204   | 3,7     | 12      | 47      | 249   | 5,3                  | 3                    | 5                    | 2                    |  |         |         |
| 1997               | Cowboys de Dallas      | 16                 | 261   | 1 074   | 4,1     | 4       | 40      | 234   | 5,9                  | 0                    | 1                    | 1                    |  |         |         |
| 1998               | Cowboys de Dallas      | 16                 | 319   | 1 332   | 4,2     | 13      | 27      | 175   | 6,5                  | 2                    | 3                    | 2                    |  |         |         |
| 1999               | Cowboys de Dallas      | 15                 | 329   | 1 397   | 4,2     | 11      | 27      | 119   | 4,4                  | 2                    | 5                    | 3                    |  |         |         |
| 2000               | Cowboys de Dallas      | 16                 | 294   | 1 203   | 4,1     | 9       | 11      | 79    | 7,2                  | 0                    | 6                    | 5                    |  |         |         |
| 2001               | Cowboys de Dallas      | 14                 | 261   | 1 021   | 3,9     | 3       | 17      | 116   | 6,8                  | 0                    | 1                    | 1                    |  |         |         |
| 2002               | Cowboys de Dallas      | 16                 | 254   | 975     | 3,8     | 5       | 16      | 89    | 5,6                  | 0                    | 3                    | 1                    |  |         |         |
| 2003               | Cardinals de l'Arizona | 10                 | 90    | 256     | 2,8     | 2       | 14      | 107   | 7,6                  | 0                    | 2                    | 0                    |  |         |         |
| 2004               | Cardinals de l'Arizona | 15                 | 267   | 937     | 3,5     | 9       | 15      | 105   | 7                    | 0                    | 4                    | 1                    |  |         |         |
| Totaux en carrière | Totaux en carrière     | Totaux en carrière | 4 409 | 18 355  | 4,2     | 164     | 515     | 3 224 | 6,3                  | 11                   | 54                   | 25                   |  |         |         |

## Palmarès
- MVP de NFL en 1993